# Брюклер, Бернд
Бернд Брю́клер (нем. Bernd Brückler; 26 сентября 1981, Грац, Австрия) — австрийский хоккеист, вратарь. Участник пяти чемпионатов мира в составе сборной Австрии (2004, 2005, 2007, 2008, 2009).
Сезон 2011/12 провёл в КХЛ в хоккейном клубе «Сибирь». За новосибирский клуб провёл 40 матчей, в которых отметился 4 голевыми передачами и 91,3 % отражённых бросков. На его счету 9 побед, из которых 2 на «ноль». 19 августа 2012 года руководство «Сибири» приняло решение расторгнуть контракт.

## Достижения
- Лучший вратарь чемпионата Финляндии сезона 2007/2008 (по коэффициенту надёжности).
- Лучший игрок чемпионата Финляндии сезона 2007/2008 по мнению болельщиков.
- Серебряный призёр чемпионата Финляндии 2007/2008.
- Входил в Олл-старз чемпионатов USHL (2001), WCHL (2004 и 2005)
- Признавался лучшим новичком чемпионата WCHL (2002)
- Принимал неоднократное участие в чемпионатах мира в составе сборной Австрии (2004, 2005, 2007, 2008, 2009)
- В 2001 году выбран на драфте НХЛ клубом «Филадельфия Флайерз» под № 150.
- Был признан лучшим вратарем сентября 2010 в КХЛ(по версии КХЛ)
- Рекорд КХЛ среди вратарей (сезон 2011-12),отдал 4 голевых передачи